# Cho Polu
Der Cho Polu ist ein Sechstausender in der Khumbu-Region in Nepal.
Sein Nordgrat ist mit dem östlichen Teil der „Lhotse-Mauer“ verbunden. Benachbarte Berge sind im Osten der Makalu, nördlich der Shartse, selbst Teil der Lhotse-Mauer. Zwischen Shartse und Cho Polu liegt ein Pass (Col Hardie, 6183 m). Südliche Nachbarn sind Num Ri und Baruntse, im Westen liegt der Island Peak. Der Cho Polu liegt im Makalu-Barun-Nationalpark.

## Besteigungsgeschichte
Der Cho Polu wurde erstmals am 1. November 1984 durch den Spanier Nil Bohigas bestiegen. Er bestieg diesen Berg dabei illegal (ohne Permit). Diese Besteigung war lange Jahre umstritten, mittlerweile wird sie aber in der Himalayan Database von Elizabeth Hawley aufgeführt. Am 12. November 1999 gelang Olaf Rieck, Dieter Rülker, Markus Walter und Günter Jung die zweite Besteigung (über die Nordwand).
Nach Angaben in einem Buch von Jan Kielkowski war der Berg vor 1999 dreimal über den Nordgrat bestiegen worden. Norman Hardie war nach eigenen Abgaben jedoch nie auf dem Gipfel und hat das auch nie behauptet. Das Gipfelfoto einer japanischen Expedition, die 1964 die Besteigung verkündete, lässt zweifelsfrei den Cho Polu in einiger Entfernung erkennen.